# 戸田氏正
戸田 氏正（とだ うじただ）は、江戸時代後期の大名。美濃国大垣藩9代藩主。大垣藩戸田家10代。官位は従四位下・采女正、贈従三位。

## 経歴
文化10年（1813年）閏11月18日、8代藩主・戸田氏庸の長男として誕生。母は大垣新田藩主戸田氏養の娘・泰寿院。通称は新二郎。文政10年（1828年）6月27日、将軍徳川家斉に拝謁する。文政11年12月16日、従五位下伊賀守に叙任する。天保12年（1841年）5月7日、家督を継いだ。嘉永3年（1850年）12月16日、従四位下に昇進する。
開明的な藩主で洋学に興味を示し、佐久間象山や勝海舟の門下生として藩士を多数送り込み、洋式学を学ばせた。また、城代の小原鉄心と協力して藩政改革に努め、大砲鋳造などの洋式軍制導入等、軍制改革を行なった。また、徳川斉昭と親しかった関係から、尊皇攘夷論に次第に傾倒していったという。
安政3年（1856年）10月25日、長男・氏彬に家督を譲って隠居した。戊辰戦争で朝敵になった際には小原鉄心を助けて尊王への藩論統一に務めた。明治3年6月8日、明治天皇に拝謁する。明治9年（1876年）6月28日、64歳で死去。
藩祖戸田一西以来の歴代当主と共に、大垣の常葉神社にて祭神として祀られている。実弟は狭山藩主・北条氏久（従五位下相模守）。父祖戸田氏鉄と共に明治42年（1909年）9月11日、贈従三位。

## 系譜
- 父：戸田氏庸（1780-1841）
- 母：泰寿院 - 戸田氏養の娘
- 正室：親姫 - 島津重豪の十女
  - 長男：戸田氏彬（1831-1865）
  - 三女：米[1]、あるいは鑑子 - 池田政詮正室
- 側室：セン[2]あるいはキテ[2] - 薬師寺嘉兵衛の娘、高島嘉右衛門の姉[2]
  - 四男：戸田氏益あらため戸田欽堂（1850[1]-1890）
- 側室：吉田氏
  - 五男[3][1]：戸田氏共（1854[1]-1936） - 戸田氏彬の養子
- 生母不明の子女
  - 次男：戸田氏良（1839-1892） - 戸田氏綏の養子
  - 三男[1]：戸田氏寛
  - 長女：章[1]、のちに作子 - 有馬温純正室
  - 次女：久（丹羽久子）[1] - 丹羽長国正室
  - 女子：錦[1]（キン） - 玉泉院、松平乗秩正室
  - 四女：鏈（レン）、のちに健[1] - 戸田氏彬養女、野宮定穀室
  - 女子：牧野貞久正室
  - 六男：氏興あらため氏起[1]